# Be Here
Be Here è il quarto album in studio del cantante country australiano Keith Urban, pubblicato nel 2004.

## Tracce
1. Days Go By – 3:44
2. Better Life – 4:43
3. Making Memories of Us – 4:11
4. God's Been Good to Me – 3:38
5. The Hard Way – 4:37
6. You're My Better Half – 4:12
7. I Could Fly – 5:19
8. Tonight I Wanna Cry – 4:19
9. She's Gotta Be – 4:52
10. Nobody Drinks Alone – 5:21
11. Country Comfort – 4:23
12. Live to Love Another Day – 3:29
13. These Are the Days – 2:49

## Classifiche
| Classifica (2004) | Posizione raggiunta |
| ----------------- | ------------------- |
| Australia         | 29                  |
| Stati Uniti       | 3                   |